# フィリップ・リッチオ
フィリップ・リッチオ(Philip Riccio)はカナダを中心に活躍する俳優。

## 略歴
カナダではコメディドラマ "Rent-a-Goalie" (2006 - 2008)の主人公役で知られる。
ストラトフォード演劇祭の常連でもあり、『ヘンリー4世』、『ハムレット』などのシェイクスピア作品に多く出演。
『マイドク/いかにしてマイケルはドクター・ハウエルと改造人間軍団に頭蓋骨病院で戦いを挑んだか』を手がけたデヴィッド・ブライス監督の "Red-Blooded American Girl II" (97)で映画デビュー。2007年の『ダイアリー・オブ・ザ・デッド』ではリドリー役を演じた。
2010年には短編映画 "The Reception" で監督デビューを果たす。

## 出演作品
- 『ダイアリー・オブ・ザ・デッド』 Diary of the Dead(2007)